# Cleora subspurcata
Cleora subspurcata är en fjärilsart som beskrevs av W. Warren 1898. Cleora subspurcata ingår i släktet Cleora och familjen mätare. Inga underarter finns listade i Catalogue of Life.